# Arena (álbum de Asia)
Arena es el sexto álbum de estudio de la banda británica de rock progresivo Asia y fue publicado en 1996.  La alineación en este álbum es la siguiente: John Payne, Geoff Downes, Elliott Randall, Aziz Ibraham y Michael Sturgis, además de Luis Jardim y Tomoyasu Hotei como músicos invitados.
En la reedición de Arena, la cual fue publicada en formato de disco compacto y digipak en el 2004, se incluye la canción «That Season»,  mientras que en la versión alemana, aparte de «That Season», se incluyó el tema en versión acústica de «Two Sides of the Moon».

## Lista de canciones

### Edición original
| Side one |                          |                                                              |          |  |
| N.º      | Título                   | Escritor(es)                                                 | Duración |  |
| 1.       | «Into the Arena»         | Geoff Downes / John Payne / Elliott Randall / Tomoyasu Hotei | 3:00     |  |
| 2.       | «Arena»                  | Downes / Payne / Andrew Herod                                | 5:16     |  |
| 3.       | «Heaven»                 | Downes / Payne                                               | 5:17     |  |
| 4.       | «Two Sides of the Moon»  | Downes / Payne                                               | 5:22     |  |
| 5.       | «The Day Before the War» | Downes / Payne                                               | 9:08     |  |
| 6.       | «Never»                  | Downes / Payne                                               | 5:31     |  |
| 7.       | «Falling»                | Downes / Payne                                               | 4:57     |  |
| 8.       | «Words»                  | Downes / Payne                                               | 5:18     |  |
| 9.       | «U Bring Me Down»        | Downes / Payne / Aziz Ibrahim                                | 7:07     |  |
| 10.      | «Tell Me Why»            | Downes / Payne                                               | 5:14     |  |
| 11.      | «Turn It Around»         | Downes / Payne / Michael Sturgis                             | 4:28     |  |
| 12.      | «Bella Nova»             | Downes / Payne                                               | 3:12     |  |

### Reedición de 2004
| Side one |               |                |          |  |
| N.º      | Título        | Escritor(es)   | Duración |  |
| 13.      | «That Season» | Downes / Payne | 4:50     |  |

### Versión alemana
| Side one |                                    |                |          |  |
| N.º      | Título                             | Escritor(es)   | Duración |  |
| 14.      | «Two Sides of the Moon (acústica)» | Downes / Payne | 5:24     |  |

## Formación
- John Payne — voz principal, bajo, y guitarra acústica (en las canciones 5 y 13)
- Geoff Downes — teclado y coros
- Elliott Randall — guitarra líder (en las canciones 2, 4, 6, 7, 10, 11 y 13) y guitarra acústica (en las canciones 1 y 3)
- Aziz Ibrahim — guitarra líder (en las canciones 5 y 9), guitarra acústica (en la canción 8) y guitarra rítmica (en las canciones 3, 4, 6, 8, 10 y 11)
- Michael Sturgis — batería

### Músicos invitados
- Luis Jardim — percusiones (en las canciones 1, 2, 4 y 13)
- Tomoyasu Hotei — guitarra líder (en la canción 1)